# Episodi di Quelli dell'intervallo (settima stagione)
Questa è una lista degli episodi della settima stagione di Quelli dell'intervallo.
| #  | Titolo                   | Prima TV         |
| -- | ------------------------ | ---------------- |
| 1  | Il bacio                 | 10 novembre 2008 |
| 2  | Giovane dentro           | 10 novembre 2008 |
| 3  | Agente segreto           | 11 novembre 2008 |
| 4  | La gita                  | 11 novembre 2008 |
| 5  | L'esame di Spiffy        | 12 novembre 2008 |
| 6  | Suonala ancora Jaky      | 12 novembre 2008 |
| 7  | Emotività                | 13 novembre 2008 |
| 8  | Ricchi sfondati          | 13 novembre 2008 |
| 9  | Sudare                   | 14 novembre 2008 |
| 10 | La piantina              | 14 novembre 2008 |
| 11 | Il panino                | 17 novembre 2008 |
| 12 | Il fidanzato di Annina   | 17 novembre 2008 |
| 13 | Pendente                 | 18 novembre 2008 |
| 14 | Chiacchiere              | 18 novembre 2008 |
| 15 | L'interrogazione di Jaky | 19 novembre 2008 |
| 16 | La maglietta             | 19 novembre 2008 |
| 17 | Il libro                 | 20 novembre 2008 |
| 18 | L'appuntamento           | 20 novembre 2008 |
| 19 | Emozioni forti           | 21 novembre 2008 |
| 20 | Il presidente            | 21 novembre 2008 |
| 21 | Domande                  | 24 novembre 2008 |
| 22 | Addio Jaky               | 24 novembre 2008 |
| 23 | Lezioni di ballo         | 25 novembre 2008 |
| 24 | La mano                  | 25 novembre 2008 |
| 25 | Il poster                | 26 novembre 2008 |
| 26 | Teletrasporto            | 26 novembre 2008 |
| 27 | Esame: lo scritto        | 27 novembre 2008 |
| 28 | Esame: l'orale           | 27 novembre 2008 |
| 29 | Ciao amici ciao          | 28 novembre 2008 |

## Il bacio
Valentina si pente del bacio dato a Tinelli nell'ultimo episodio della serie precedente e, con l'aiuto di Secchia, riesce a tornare indietro nel tempo per modificare l'accaduto. La missione riesce con successo, ma Vale, presa dall'entusiasmo per la riuscita della impresa, bacia Tinelli un'altra volta.

## Giovane dentro
La professoressa Martinelli finge di essere giovane per invogliare Tinelli a farla tornare normale ripetendo in modo corretto la lezione sul Teorema di Pitagora.

## Agente segreto
Tinelli fa finta di essere un agente segreto per piacere a Valentina, la quale lo mette alla prova dandogli una missione difficile: rubare la forcina dai capelli della Martinelli, e Tinelli fallisce.

## La gita
I ragazzi vorrebbero fare una gita scolastica con il denaro della scuola: il budget ammontante a 10453,32 €. Purtroppo scoprono che i soldi sono stati utilizzati tutti dallo Smilzo per la mensa. Jaky allora decide di fare un concerto e di utilizzare il ricavato per finanziare la gita. Lo Smilzo, per l'entusiasmo della riuscita del concerto, manda in cortocircuito l'impianto elettrico della scuola con un'aranciata che aveva preso per festeggiare.
Durante l'episodio Jaky canta Non c'è confine, una canzone di Jacopo Sarno, l'attore che lo interpreta.

## L'esame di Spiffy
Per vendicarsi di Spiffy, i ragazzi gli fanno credere quel giorno si terranno gli esami. Quest'ultimo, però, scoperto il trucco, si allea col preside e con la prof. Martinelli per far pensare ai compagni che gli esami siano effettivamente quel giorno. Lo scherzo di Spiffy funzionerà ma quando dirà la frase "non c'è nessuno più cattivo di me " la Martinelli gli giocherà un bello scherzo.

## Suonala ancora Jaky
Valentina: Ecco cosa era quel senso di nausea.»
Per far ricordare a Valentina, che sembra lo abbia scordato, il loro primo bacio, Tinelli ricrea l'atmosfera di quella sera del concerto. Valentina però scappa, lasciando il ragazzo da solo con una sua immagine di carta appiccicata sul vetro della finestra.
Durante l'episodio Jaky canta la canzone Tocca a me.

## Emotività
Per poter rispondere, senza bloccarsi, alla prof. Martinelli, Bella fa un corso di karate. Purtroppo, quando è il momento di ripetere la lezione in classe, rompe inavvertitamente la cattedra.

## Ricchi sfondati
Dopo aver trovato il petrolio in cortile, i ragazzi fondano la Manzoil e diventano ricchi, ma successivamente scoprono che il petrolio non era altro che la riserva di cioccolata dello Smilzo.
Nell'episodio Jaky canta la canzone Tocca a me.

## Sudare
Tommy aiuta Secchia a non sudare all'idea che Mafalda debba fare i compiti con lui.

## La piantina
La prof. Martinelli dà allo Smilzo Tina, la sua piantina, con l'ordine di custodirla. La piantina si secca ma Jaky riesce a farla tornare in vita con una canzone d'amore a lei dedicata intitolata Dimmi se sei tu.

## Il panino
Smilzo fa cadere delle briciole sul preside e quest'ultimo gli sequestra il panino dicendogli che non glielo restituirà finché non imparerà a ballare l'Hip-Hop, cosa pressoché impossibile. Così Bella si traveste da Smilzo e balla al posto suo riuscendo a riprendere il panino. Però quando Bella chiede allo Smilzo di potere in cambio del favore avere un pezzo del panino non solo si scopre che lui ne aveva un altro ma anche che il ragazzo è bravissimo a ballare solo che lo fa solo quando nessuno lo vede.

## Il fidanzato di Annina
Annina chiede a Jaky di far finta di essere il suo fidanzato in modo da attirare l'attenzione degli altri su di lei, vedendola con un ragazzo famoso.
Jaky canta la canzone Non c'è confine.

## Pendente
Valentina perde un orecchino con pendente, Tinelli lo ritrova ma gli rimane attaccato ad un orecchio. Quando finalmente riesce a toglierlo e va per restituirlo scopre però che non è quello della sua amata, sulla quale vorrebbe far colpo con la restituzione, ma di un'altra ragazza molto antipatica.

## Chiacchiere
La prof. Martinelli, per non far parlare i ragazzi, gli fa sentire una canzone che finisce per addormentarli. Per fortuna Jaky, che stava suonando con la sua band in quel momento, aiuta la professoressa a svegliarli con una sua canzone.
La canzone che fa sentire la prof. Martinelli è la stessa già sentita nell'episodio Fidanzamento della serie.

## L'interrogazione di Jaky
Jaky deve essere interrogato per prepararsi all'esame ma deve fare un concerto in Australia. Allora Secchia crea un robot che lo sostituisce nell'interrogazione, poco dopo, si scopre che Jaky non è partito, perché il volo è stato rinviato, ma l'interrogazione è stata un successo. L'episodio, si conclude con Jaky e il suo robot, che dice di essersi evoluto, che cantano insieme la canzone Un vero amico.

## La maglietta
Valentina pensa che la maglietta che indossi Bella sia la sua e per scoprirlo deve farle alzare l'ascella sinistra sotto cui ci dovrebbe essere il suo nome. Alla fine però si scopre che la maglia che ha indosso Bella non può essere quella vera di Valentina perché quest'ultima è già addosso alla legittima proprietaria anche se per tutto il tempo non se ne è resa conto.

## Il libro
Tinelli, Mafalda e Secchia cercano di aprire il libro con tutte le risposte dell'esame che trovano casualmente nel corridoio.

## L'appuntamento
Per convincere Spiffy a non fare la spia con il preside, Tinelli gli promette di organizzargli un'uscita con sua sorella Annina. Purtroppo, però, quest'ultima non vuole uscire con Spiffy e Tinelli è costretto a travestirsi da sua sorella.

## Emozioni forti
(Secchia)
Secchia è stufo di vedere i suoi compagni litigare e per questo porta a scuola una macchina che controlla le emozioni, la macchina però finisce nelle mani di Tinelli che mette tutto sottosopra. Alla fine si scopre però che per fortuna era tutto un sogno.
Durante l'episodio si può sentire la stessa canzone di Jaky già usata nell'episodio Fidanzamento della serie Fiore e Tinelli.

## Il presidente
Tommy, Tinelli e Nico cercano di farsi belli davanti al presidente della commissione dell'esame di fine anno ma poi scoprono che quello che credono il presidente è il nuovo bidello. Venuti a conoscenza di chi sia il vero presidente provano anche in questo caso a farsi belli davanti a lui ma egli, accortosi della cosa, rivela loro che non sopporta quelli che cercano di fare i compiacenti con lui.
Il bidello è interpretato dallo stesso attore che recita nell'episodio Clumsy Work della serie Brian O'Brian nella quale interpreta il proprietario del ristorante.

## Domande
Per sapere le risposte alle domande dell'esame di fine anno Nico, Valentina e Rudy mandano Dj dal preside. La loro strategia consiste nel convincere il preside a dare alla ragazza le risposte dell'esame pur di non sentirla parlare. Alla fine Dj le ottiene ma purtroppo, poco dopo, le dimentica.

## Addio Jaky
Jaky fa finta di cambiare paese per non essere disturbato più da Dj e si traveste da Gigi, un nuovo compagno piuttosto impacciato, ma alla fine la ragazza si innamorerà anche di quest'ultimo.
Jaky canta Non c'è confine.

## Lezioni di ballo
Spiffy, per far colpo su Bella, vuole imparare a ballare e decide di farsi insegnare da Jaky. Alla fine Spiffy imparerà a ballare mentre Jaky si accorgerà di non saperlo più fare.
Jaky canta Non pensare più.

## La mano
I ragazzi trovano nel corridoio una mano in una scatola (chiaro riferimento a Mano della Famiglia Addams) e decidono di utilizzarla per innalzare i loro voti. Purtroppo alla fine si scopre che la mano era d'accordo con la Martinelli. 
Durante l'episodio si può sentire la stessa canzone che si può sentire nell'episodio Fidanzamento della serie Fiore e Tinelli.

## Il poster
È il compleanno del preside e i ragazzi devono fare un ritratto del festeggiato da appendere nel corridoio. Il giorno dopo scoprono che al ritratto, che è stato fatto da Spiffy, è cambiato il colore di capelli, barba e baffi che sono diventati biondi. Decidono di provare a rifarlo ma il risultato è pessimo. Alla fine però si scopre che è stato proprio il preside a modificare il quadro.

## Teletrasporto
Per prendere possesso dei risultati dell'esame che dovranno sostenere Secchia, Jaky e Tinelli decidono di andare in Australia con una macchina per il teletrasporto inventata dal primo. Purtroppo, per un errore della macchina, avviene una fusione molecolare tra Tinelli e la prof. Martinelli che era entrata nella macchina avendola scambiata per un bagno.

## Esame: lo scritto
Secchia sbatte la testa e non riesce più a dire nulla tranne la parola palla, i ragazzi quindi non possono più contare sul suo aiuto durante l'esame scritto. Secchia poi batte nuovamente la testa e ricomincia a parlare ma Mafalda per la felicità lo bacia e lui si emoziona a tal punto da riuscire a dire solo Mafy. Alla fine, nell'esame scritto, tutti consegneranno il foglio bianco tranne Secchia il quale ha scritto solo Mafy per tutta la pagina.
Durante l'episodio si può sentire la stessa canzone che si può sentire nell'episodio Fidanzamento della serie Fiore e Tinelli.

## Esame: l'orale
È l'esame orale e Tinelli si fa suggerire da Secchia dalla finestra, però involontariamente si tradisce e rivela l'inganno. I ragazzi a causa del loro trucco dovrebbero essere tutti bocciati ma fortunatamente la prof. Martinelli, pur di non riavere la classe 3ªC l'anno successivo, convince la commissione di esame a farli promuovere comunque.

## Ciao amici ciao
L'entusiasmo per la promozione dei ragazzi viene spezzato da Tinelli che annuncia l'imminente partenza per l'Alaska a causa del lavoro del padre. Lo sconforto è generale ma Jaky, cantando una canzone, convince Enzo a non trasferirsi più e i ragazzi decidono di fare le vacanze insieme.
L'episodio dura il doppio rispetto alla durata normale.
Jaky canta "Un vero amico", una canzone dell'attore che lo interpreta, Jacopo Sarno.
Il ruolo di Enzo Tinelli, il padre di Tinelli, è ricoperto da Max Pisu, che interpreta lo stesso personaggio anche in Fiore e Tinelli.
Durante l'episodio vi è una carrellata dei momenti più belli passati nelle precedenti stagioni.